# Imperiofobia y leyenda negra: Roma, Rusia, Estados Unidos y el Imperio español
Imperiofobia y leyenda negra: Roma, Rusia, Estados Unidos y el Imperio español es un libro adscrito al género del ensayo histórico obra de la filóloga María Elvira Roca Barea, publicado por primera vez en 2016 por Ediciones Siruela.
El libro, con prólogo de Arcadi Espada, se ocupa de la imperiofobia en Roma, los Estados Unidos y Rusia para analizar con más detenimiento la del Imperio español. La autora acomete la cuestión de delimitar las ideas de imperio, leyenda negra e imperiofobia.
En 2018, la obra figuraba como el ensayo más vendido de la última década. Con 39 ediciones y habiendo resultado ganador del premio 'Los Libreros Recomiendan' al mejor libro de no ficción, la obra de Elvira Roca se convirtió en un best-seller en España.
Tuvo gran repercusión en la prensa, cuenta con casi 500 páginas, 16 capítulos, 716 notas a pie de página y una bibliografía de 14 obras diferentes.

## Sinopsis
Imperiofobia pretende exponer qué tienen en común los imperios para ir señalando las leyendas negras que irremediablemente van unidas a ellos, su origen y cómo los ciudadanos de esos imperios terminan asumiéndolas al punto de que el relato de la historia se sustenta en ideas basadas más en sentimientos nacidos de la propaganda que en hechos reales. La obra generaliza características comunes a lo largo de un período histórico extenso.
En su apartado dedicado a la «hispanofobia», Roca Barea destaca que el desarrollo del humanismo en las tierras de Italia propicia la primera manifestación de hispanofobia. El nacionalismo luterano, entre otras tendencias centrífugas, convertirían a la hispanofobia en el eje central de su disputa contra el Imperio español entre amplios sectores de la población de los Países Bajos, y también en Inglaterra. La obra defiende que a diferencia del británico, el alemán y el belga, el imperio español habría tenido una política de inclusión y mestizaje, no de exclusión, haciendo hincapié en que el problema de España habría sido, según Roca Barea, interiorizar que el español fuera el más sanguinario, una idea defendida también por Carmen Iglesias, directora de la Real Academia de la Historia de España. Además, Roca Barea argumenta que la hispanofobia perdure hasta nuestros días,  y lo relaciona con la rentabilidad que obtienen otros países por su uso ante eventos como la crisis de deuda. Ilustra su argumento con ejemplos de supuesto hispanofobia que saca de la cultura popular moderna.

## Repercusión
Tras el éxito de ventas de Imperiofobia, se reeditaron obras como El demonio del sur. La leyenda negra de Felipe II, de Ricardo García Cárcel o Exploradores españoles del siglo XVI, de Charles F. Lummis. Además la autora ha prologado varias nuevas publicaciones sobre el tema, como 1492. España contra sus fantasmas, de Pedro Insua, las reediciones de Sobre la leyenda negra, de Iván Vélez y Los orígenes de la leyenda negra española, del historiador sueco Sverker Arnoldsson. También han aparecido otras obras que desmontan la leyenda negra como Madre patria: Desmontando la leyenda negra desde Bartolomé de las Casas hasta el separatismo catalán, y Nada por lo que pedir perdón. La importancia del legado español frente a las atrocidades cometidas por los enemigos de España del argentino Marcelo Gullo, En defensa de España. Desmontando mitos y leyendas negras de Stanley G. Payne, La leyenda negra: Historia del odio a España, de Alberto G. Ibáñez o Hollywood contra España de Esteban Vicente Boisseau.
También a raíz de su publicación, se comienza utilizar el neologismo de «imperiofobia» acuñado por su autora, María Elvira Roca Barea, y se suscita un debate en el que intervienen numerosos personajes del mundo social y académico español e internacional.
Tras leer este libro, el director José Luis López-Linares tomó la decisión de realizar el documental España, la primera globalización (2021). En el documental participó Elvira Roca.

## Crítica
El libro ha recibido numerosas críticas favorables y muestras de apoyo de figuras tan dispares como el periodista Arcadi Espada, el político Josep Borrell, la cineasta Isabel Coixet, el profesor y político Alfonso Guerra.
El Premio Nobel de Literatura, Mario Vargas Llosa, opina que el libro de María Elvira Roca Barea es entretenido a la vez que muestra una rigurosa erudición. Lo califica de «aguerrido, profundo, polémico» para terminar confesando que «hace tiempo que no leía un libro tan ameno y estimulante.»

El libro de Roca Barea está muy bien escrito, con una prosa elegante, argumentos pertinentes y a ratos una ironía risueña que atenúa la gravedad de los asuntos que trata. Salta a veces del pasado remoto a la actualidad, para mostrar que hay entre ambos una concatenación secreta, y, con frecuencia, indica en las notas el día exacto en que hizo aquella cita o verificación en los archivos (algo que, creo, se hace por primera vez).

El historiador Fernando García de Cortázar, catedrático de Historia Contemporánea de la Universidad de Deusto y director de la Fundación Vocento y Premio Nacional de Historia 2008 opina que pese a la pérdida de referencias que provocan en los ciudadanos españoles una indefensión cultural profunda el éxito de María Elvira Roca y sus miles de lectores nos muestra que no todo estaba perdido.

En este invierno de nuestra desorientación, sin embargo, hemos asistido al paseo triunfal por las librerías españolas de María Elvira Roca con su Imperiofobia y leyenda negra y sus miles de lectores han venido a decirnos que no todo estaba perdido. Volvíamos a tomar conciencia de hasta qué punto toda la historia de España estaba tergiversada y había sido manipulada para ofrecer de ella una visión absolutamente negativa y contraria, por supuesto, al progreso de la civilización.

El historiador y escritor Agustín García Simón califica la obra de extraordinaria destacando su capacidad de refutación. Destaca el concepto de Imperio que en contraposición con el de Estado, y la reacción furibunda que estalla en algunos lugares sometidos hasta convertirse en un prejuicio racista o leyenda negra.

He aquí un libro imprescindible para comprender sin anteojeras algunas cuestiones fundamentales de la Historia y la cultura españolas, asumidas todavía como lo más normal con prejuicios lamentables, o mejor, lacerantes. Un estudio implacable de cómo se inventa, escribe y manipula la Historia por intereses inconfesables de esa fusión inextricable y deletérea que constituyen la religión y la política

Manuel Lucena Giraldo, historiador y doctorado en Historia de América, investigador del CSIC especializado en Estudios Comparados del Caribe y Mundo Atlántico, destaca entre lo mejor del libro que Elvira Roca aporta datos y argumentos alternativos que permiten abrir numerosas brechas al relato negativo de la historia de España.

Frente a la tentación de considerar la leyenda negra como un mal español, la autora realiza una arqueología de los conceptos y llega a planteamientos interesantes. La leyenda negra sería un producto «de los complejos españoles, así como nuestra neurótica preocupación por la opinión pública es de origen francés».

El historiador Miguel Martínez, profesor de la Universidad de Chicago, opina en un artículo para la revista CTXT de diciembre de 2017 que el libro de Roca Barea que Imperiofobia «dice muchas verdades» y «está muy bien documentado». Añade que algunas de «las puntualizaciones de Roca Barea sobre la Inquisición española, la administración imperial de América o las guerras de propaganda entre las potencias europeas de la edad moderna gozan de amplio consenso entre los historiadores». Sin embargo rechaza que Roca Barea presente, según su opinión, a los imperios como «víctimas» en lugar de como agresores. Argumenta que pese al consenso entre los historiadores, también contiene «demasiadas inexactitudes y errores» y peca de sesgo ideológico. Martínez sostiene que Roca omite datos relevantes que contradirían su visión del Imperio español como un ente tolerante y sin conflictos en su seno.
Por otra parte, el catedrático de Filosofía de la Universidad Complutense de Madrid José Luis Villacañas publicó el ensayo Imperiofilia y el populismo nacional-católico (Lengua de Trapo, 2019), que pretendió ser una refutación de Imperiofobia. Aquel texto, según las declaraciones de Villacañas al diario El País en junio de 2019, sería «dañino y peligroso», carente de rigor intelectual, ajeno a los «parámetros de la investigación histórica y académica» y caracterizado por un «populismo intelectual reaccionario». A juicio de Villacañas, el interés subyacente que recorre la obra de Barea sería el planteamiento de un combate sempiterno de orden metafísico entre catolicismo (que Barea identificaría con «España») y el protestantismo (relativo al cual Barea adoptaría una visión anglófoba, germanófoba y neerlandófoba de la historia, mas, en una visión renovada del mito de la Hispanidad, no frontalmente antiestadounidense).
En opinión del hispanista Richard L. Kagan la explicación de la persistencia de la hispanofobia después de 1898 defendida por Roca Barea en la obra es «completamente insatisfactoria», señalando además lo exagerado de la importancia dada por Barea a la hispanofobia acontecida en el período posterior al franquismo.
Al historiador Carlos Martínez Shaw la lectura de Imperiofobia le suscitó 2 preguntas: «¿qué significa exactamente imperiofobia?» y «¿qué razón existe para que un libro tan confuso haya tenido tan buena acogida entre el público?».
Josep Maria Fradera, catedrático de la Universidad Pompeu Fabra, especializado en historia colonial, que enmarca a la obra de Roca Barea dentro de los intentos de una corriente de historiadores de desarrollar una revisión positiva del papel de las construcciones imperiales en la historia (y su moralidad), considera «chocante» el propósito de la obra de apelar a la necesidad de encarar sin complejos el pasado imperial español, porque es según Fradera lo que ya había realizado la generación de historiadores más reciente.
Otros historiadores han relacionado las tesis de Roca Barea con la teoría de la dependencia latinoamericana. De esta manera, Imperiofobia y leyenda negra sería una tardía versión española de propuestas tan exitosas como Las venas abiertas de América Latina del escritor uruguayo Eduardo Galeano. El victimismo, la denuncia de un constante ataque exterior, el anti-anglosajonismo o el soberanismo serían algunos de los puntos en común de ambas visiones lo que, además, explicaría su cercanía con otras posturas como la del politólogo argentino Marcelo Gullo. 
El 20 de diciembre de 2019, Patricia R. Blanco publicó un artículo en el diario español El País, donde enumera una lista de tergiversaciones, citas erróneas, cifras falsas y omisiones deliberadas empleadas a lo largo de Imperiofobia, varias de ellas compiladas anteriormente por Edgar Straehle, historiador que determina que María Elvira Roca Barea  incurriría en una «reiterada mala praxis investigadora a lo largo de todo el libro», y otras descubiertas por el propio diario. Entre ellas, por ejemplo, Roca Barea cita la supuesta comparación entre el Imperio Azteca y los nazis supuestamente presente en la obra Aztecs: An Interpretation de la historiadora australiana Inga Clendinnen. Patricia R. Blanco destaca que en ninguna parte del libro en cuestión se menciona algo similar. Blanco aseguró que Roca Barea también adulteró la cifra de un documental de la BBC Andes: The Dragon’s Back (2007). Según el documental, «1500 millones de incas fueron aplastados por solo 200 aventureros españoles». La propia autora, en un artículo en el diario El Mundo, respondió una por una a las acusaciones de Patricia R. Blanco.

## Premios
- Premio Los Libreros Recomiendan 2018 otorgado por los libreros independientes españoles (CEGAL) por el ensayo Imperiofobia.[24]
- Premio Héroes Olvidados 2019 otorgado por la Fundación Blas de Lezo por el ensayo Imperiofobia.[25]